# Сезар (кинопремия, 2014)
39-я церемония вручения наград премии «Сезар» за заслуги в области французского кинематографа за 2013 год состоялась 28 февраля 2014 года в театре «Шатле» (Париж, Франция). Президентом церемонии выступил актёр Франсуа Клюзе. Номинанты были объявлены 31 января 2014 года.
Дебютная режиссёрская работа Гийома Гальена — комедия «Я, снова я и мама» собрала 5 наград, из 10 номинаций, сам Гальенн был удостоен рекордного количества личных наград за одну церемонию (4 «Сезара» из 5 номинаций, в категориях: «лучший актёр главной роли», «лучший фильм», «лучший адаптированный сценарий» и «лучший дебютный фильм»). Роман Полански в четвёртый раз за свою карьеру был признан лучшим режиссёром, укрепив своё лидерство в этой номинации.

## Статистика
Фильмы, получившие несколько номинаций.
| Фильм                                                              | номинации | победы |
| ------------------------------------------------------------------ | --------- | ------ |
| • Я, снова я и мама / Les Garçons et Guillaume, à table !          | 10        | 5      |
| • Незнакомец у озера / L’Inconnu du lac                            | 8         | 1      |
| • Жизнь Адель / La Vie d’Adèle : Chapitres 1 et 2                  | 8         | 1      |
| • Венера в мехах / La Vénus à la fourrure                          | 7         | 1      |
| • 9 месяцев строгого режима / 9 mois ferme                         | 6         | 2      |
| • Михаэль Кольхаас / Michael Kohlhaas                              | 6         | 2      |
| • Прошлое / Le Passé                                               | 5         | -      |
| • Сюзанн / Suzanne                                                 | 5         | 1      |
| • Ренуар. Последняя любовь / Renoir                                | 4         | 1      |
| • Джимми Пикар / Jimmy P. (Psychothérapie d’un Indien des plaines) | 3         | -      |
| • Альцест на велосипеде / Alceste à bicyclette                     | 3         | -      |
| • Набережная Орсе / Quai d’Orsay                                   | 3         | 1      |
| • Пена дней / L'Écume des jours                                    | 3         | 1      |
| • Невероятное путешествие мистера Спивета                          | 3         | 1      |
| • Лучшие дни впереди / Les Beaux Jours                             | 2         | -      |
| • За сигаретами / Elle s’en va                                     | 2         | -      |
| • Молода и прекрасна / Jeune et Jolie                              | 2         | -      |
| • Девушка 14 июля / La Fille du 14 juillet                         | 2         | -      |

## Список лауреатов и номинантов
• Победители выделены отдельным цветом. 

### Основные категории
| Категории                                  | Лауреаты и номинанты | Лауреаты и номинанты |
| ------------------------------------------ | --- | --- |
| Лучший фильм                               | • Я, снова я и мама (продюсеры: Эдуар Вейл, Сирил Кольбо-Жюстен, Жан-Батист Дюпон; режиссёр: Гийом Гальен)                                                                    | • Я, снова я и мама (продюсеры: Эдуар Вейл, Сирил Кольбо-Жюстен, Жан-Батист Дюпон; режиссёр: Гийом Гальен)                                       |
| Лучший фильм                               | • 9 месяцев строгого режима (продюсер: Катрин Бозорган; режиссёр: Альбер Дюпонтель)                                                                                           | |
| Лучший фильм                               | • Незнакомец у озера (продюсер: Сильви Пиала; режиссёр: Ален Гироди) | |
| Лучший фильм                               | • Джимми Пикар (продюсеры: Паскаль Кочето, Грегори Сорла; режиссёр: Арно Деплешен)                                                                                            | |
| Лучший фильм                               | • Прошлое (продюсер: Александр Малле-Гай; режиссёр: Асгар Фархади) | |
| Лучший фильм                               | • Венера в мехах (продюсеры: Роберт Бенмусса, Ален Сард; режиссёр: Роман Полански)                                                                                            | |
| Лучший фильм                               | • Жизнь Адель (продюсеры: Абделлатиф Кешиш, Венсан Мараваль, Брахим Чиоуа; режиссёр: Абделлатиф Кешиш)                                                                        | |
| Лучший режиссёр                            | | • Роман Полански за фильм «Венера в мехах» |
| Лучший режиссёр                            | • Альбер Дюпонтель — «9 месяцев строгого режима» | |
| Лучший режиссёр                            | • Гийом Гальен — «Я, снова я и мама» | |
| Лучший режиссёр                            | • Ален Гироди — «Незнакомец у озера» | |
| Лучший режиссёр                            | • Арно Деплешен — «Джимми Пикар» | |
| Лучший режиссёр                            | • Асгар Фархади — «Прошлое» | |
| Лучший режиссёр                            | • Абделлатиф Кешиш — «Жизнь Адель» | |
| Лучший актёр                               | | • Гийом Гальен — «Я, снова я и мама» (за роль Гийома / мамы)                                                                                     |
| Лучший актёр                               | • Матьё Амальрик — «Венера в мехах» (за роль Тома) | |
| Лучший актёр                               | • Мишель Буке — «Ренуар. Последняя любовь» (за роль Пьера Огюста Ренуара) | |
| Лучший актёр                               | • Альбер Дюпонтель — «9 месяцев строгого режима» (за роль Боба Нолана) | |
| Лучший актёр                               | • Грегори Гадебуа — «Один в своём роде» (фр.) (за роль Фреди) | |
| Лучший актёр                               | • Фабрис Лукини — «Альцест на велосипеде» (за роль Сержа Таннера) | |
| Лучший актёр                               | • Мадс Миккельсен — «Михаэль Кольхаас» (за роль Михаэля Кольхааса) | |
| Лучшая актриса                             | | • Сандрин Киберлен — «9 месяцев строгого режима» (за роль Арианы Фельдер)                                                                        |
| Лучшая актриса                             | • Фанни Ардан — «Лучшие дни впереди» (за роль Каролины) | |
| Лучшая актриса                             | • Беренис Бежо — «Прошлое» (за роль Мари Бриссон) | |
| Лучшая актриса                             | • Катрин Денёв — «За сигаретами» (за роль Бэтти) | |
| Лучшая актриса                             | • Сара Форестье — «Сюзанн» (за роль Сюзанн Меревски) | |
| Лучшая актриса                             | • Эммануэль Сенье — «Венера в мехах» (за роль Ванды) | |
| Лучшая актриса                             | • Леа Сейду — «Жизнь Адель» (за роль Эммы) | |
| Лучший актёр второго плана                 | | • Нильс Ареструп — «Набережная Орсе» (за роль Клода Мопа)                                                                                        |
| Лучший актёр второго плана                 | • Патрик Шенэ (фр.) — «Лучшие дни впереди» (за роль Филиппа) | |
| Лучший актёр второго плана                 | • Патрик д’Асумсао (фр.) — «Незнакомец у озера» (за роль Анри) | |
| Лучший актёр второго плана                 | • Франсуа Дамьен — «Сюзанн» (за роль Николя Меревски) | |
| Лучший актёр второго плана                 | • Оливье Гурме — «Гранд Централ. Любовь на атомы» (за роль Жиля) | |
| Лучшая актриса второго плана               | | • Адель Анель — «Сюзанн» (за роль Марии Меревски)                                                                                                |
| Лучшая актриса второго плана               | • Мариса Бруни-Тедески (фр.) — «Замок в Италии» (фр.) (за роль матери) | |
| Лучшая актриса второго плана               | • Франсуаза Фабиан — «Я, снова я и мама» (за роль Бабу) | |
| Лучшая актриса второго плана               | • Жюли Гайе — «Набережная Орсе» (за роль Валери Дюмонтей) | |
| Лучшая актриса второго плана               | • Жеральдин Пелас — «Молода и прекрасна» (за роль Сильви) | |
| Самый многообещающий актёр                 | | • Пьер Деладоншам — «Незнакомец у озера» |
| Самый многообещающий актёр                 | • Поль Бартель (фр.) — «Маленькие принцы» (фр.) | |
| Самый многообещающий актёр                 | • Поль Ами (фр.) — «Сюзанн» | |
| Самый многообещающий актёр                 | • Венсан Макен — «Девушка 14 июля» | |
| Самый многообещающий актёр                 | • Немо Шиффман (фр.) — «За сигаретами» | |
| Самая многообещающая актриса               | | • Адель Экзаркопулос — «Жизнь Адель» |
| Самая многообещающая актриса               | • Лу де Лааж — «Жапплу» (Jappeloup) | |
| Самая многообещающая актриса               | • Полин Этьенн — «Монахиня» | |
| Самая многообещающая актриса               | • Гольшифте Фарахани — «Камень терпения» (фр.) | |
| Самая многообещающая актриса               | • Марина Вакт — «Молода и прекрасна» | |
| Лучший оригинальный сценарий               | | • Альбер Дюпонтель — «9 месяцев строгого режима»                                                                                                 |
| Лучший оригинальный сценарий               | • Филипп Ле Гюэ (фр.) — «Альцест на велосипеде» | |
| Лучший оригинальный сценарий               | • Ален Гироди — «Незнакомец у озера» | |
| Лучший оригинальный сценарий               | • Асгар Фархади — «Прошлое» | |
| Лучший оригинальный сценарий               | • Катель Килевере и Мариетт Десерт — «Сюзанн» | |
| Лучший адаптированный сценарий             | | • Гийом Гальен — «Я, снова я и мама» |
| Лучший адаптированный сценарий             | • Арно Деплешен, Джули Пейр и Кент Джонс — «Джимми Пикар» | |
| Лучший адаптированный сценарий             | • Антонин Бодри (фр.), Бертран Тавернье и Кристоф Блайн — «Набережная Орсе»                                                                                                   | |
| Лучший адаптированный сценарий             | • Роман Полански и Дэвид Айвз — «Венера в мехах» | |
| Лучший адаптированный сценарий             | • Абделлатиф Кешиш и Галия Лакруа — «Жизнь Адель» | |
| Лучшая музыка к фильму                     | • Мартин Вилер — «Михаэль Кольхаас» | • Мартин Вилер — «Михаэль Кольхаас» |
| Лучшая музыка к фильму                     | • Хорхе Арриагада (фр.) — «Альцест на велосипеде» | |
| Лучшая музыка к фильму                     | • Лоик Дюри и Кристоф Минк (фр.) — «Китайская головоломка» | |
| Лучшая музыка к фильму                     | • Этьен Шарри (фр.) — «Пена дней» | |
| Лучшая музыка к фильму                     | • Александр Деспла — «Венера в мехах» | |
| Лучший монтаж                              | • Валери Десэн — «Я, снова я и мама» | • Валери Десэн — «Я, снова я и мама» |
| Лучший монтаж                              | • Кристоф Пинель — «9 месяцев строгого режима» | |
| Лучший монтаж                              | • Жан-Кристоф Хим — «Незнакомец у озера» | |
| Лучший монтаж                              | • Жюльетт Вельфлин (фр.) — «Прошлое» | |
| Лучший монтаж                              | • Камиль Тубкис, Альбертина Ластера, Жан-Мари Ленжель — «Жизнь Адель» | |
| Лучшая работа оператора                    | • Томас Хардмейер — «Невероятное путешествие мистера Спивета» | • Томас Хардмейер — «Невероятное путешествие мистера Спивета»                                                                                    |
| Лучшая работа оператора                    | • Клер Матон (фр.) — «Незнакомец у озера» | |
| Лучшая работа оператора                    | • Жанна Лапуари — «Михаэль Кольхаас» | |
| Лучшая работа оператора                    | • Марк Ли Пинбин — «Ренуар. Последняя любовь» | |
| Лучшая работа оператора                    | • Софиан Эль-Фани — «Жизнь Адель» | |
| Лучшие декорации                           | • Стефани Розенбаум — «Пена дней» | • Стефани Розенбаум — «Пена дней» |
| Лучшие декорации                           | • Алин Бонетто (фр.) — «Невероятное путешествие мистера Спивета» | |
| Лучшие декорации                           | • Сильви Оливи (фр.) — «Я, снова я и мама» | |
| Лучшие декорации                           | • Ян Арло — «Михаэль Кольхаас» | |
| Лучшие декорации                           | • Бенуа Бару — «Ренуар. Последняя любовь» | |
| Лучшие костюмы                             | • Паскалин Шаванн — «Ренуар. Последняя любовь» | • Паскалин Шаванн — «Ренуар. Последняя любовь»                                                                                                   |
| Лучшие костюмы                             | • Флоранс Фонтен — «Пена дней» | |
| Лучшие костюмы                             | • Мадлин Фонтен (фр.) — «Невероятное путешествие мистера Спивета» | |
| Лучшие костюмы                             | • Оливье Берио — «Я, снова я и мама» | |
| Лучшие костюмы                             | • Анина Динер — «Михаэль Кольхаас» | |
| Лучший звук                                | • Жан-Пьер Дюре (фр.), Жан Малле и Мелисса Петижан — «Михаэль Кольхаас» | • Жан-Пьер Дюре (фр.), Жан Малле и Мелисса Петижан — «Михаэль Кольхаас»                                                                          |
| Лучший звук                                | • Марк-Антуан Бельден, Лоик Приан и Оливье До Хуу — «Я, снова я и мама» | |
| Лучший звук                                | • Филипп Гривель и Натали Видаль — «Незнакомец у озера» | |
| Лучший звук                                | • Люсьен Балибар, Надин Мюз и Сирил Хольц — «Венера в мехах» | |
| Лучший звук                                | • Жером Шеневуа, Фабьен Поше и Жан-Поль Урье (фр.) — «Жизнь Адель» | |
| Лучший дебютный фильм                      | • Я, снова я и мама / Les Garçons et Guillaume, à table ! (режиссёр: Гийом Гальен; продюсеры: Эдуар Вейл, Сирил Кольбо-Жюстен, Жан-Батист Дюпон)                              | • Я, снова я и мама / Les Garçons et Guillaume, à table ! (режиссёр: Гийом Гальен; продюсеры: Эдуар Вейл, Сирил Кольбо-Жюстен, Жан-Батист Дюпон) |
| Лучший дебютный фильм                      | • Возраст паники / La Bataille de Solférino (режиссёр: Жюстин Трие; продюсер: Эммануюэль Шоме)                                                                                | |
| Лучший дебютный фильм                      | • Золотая клетка / La Cage dorée (режиссёр: Рубен Алвес (фр.); продюсеры: Юго Желен, Летиция Голицына, Даниэль Делорм)                                                        | |
| Лучший дебютный фильм                      | • Одиночка / En solitaire (режиссёр: Кристоф Оффенштейн; продюсеры: Сидони Дюма, Жан Коттен, Лоран Тайеб)                                                                     | |
| Лучший дебютный фильм                      | • Девушка 14 июля / La Fille du 14 juillet (режиссёр: Антонин Перетжатко (фр.); продюсер: Эмманюэль Шоме)                                                                     | |
| Лучший анимационный фильм                  | • Невероятная тайна Лулу / Loulou, l'incroyable secret (реж. Эрик Омонд, продюсеры: Валери Шерманн, Кристоф Янкович)                                                          | • Невероятная тайна Лулу / Loulou, l'incroyable secret (реж. Эрик Омонд, продюсеры: Валери Шерманн, Кристоф Янкович)                             |
| Лучший анимационный фильм                  | • Айя из Йопугона / Aya de Yopougon (реж. Маргарит Абуэ, Клеман Убрери, продюсеры: Антуан Делево, Жоанн Сфар, Клеман Убрери)                                                  | |
| Лучший анимационный фильм                  | • Моя мама в Америке, она видела Буффало Билла / Ma maman est en Amérique, elle a rencontré Buffalo Bill (реж. Марк Борель, Тибо Шатель, продюсеры: Гийом Галио, Тибо Шатель) | |
| Лучший короткометражный анимационный фильм | • Кики с Монпарнаса / Mademoiselle Kiki et les Montparnos (реж. Амели Арро, продюсеры: Серж Элиссальд, Оливье Катрин)                                                         | • Кики с Монпарнаса / Mademoiselle Kiki et les Montparnos (реж. Амели Арро, продюсеры: Серж Элиссальд, Оливье Катрин)                            |
| Лучший короткометражный анимационный фильм | • Женские письма / Lettres de femmes (реж. Аугусто Зановелло, продюсеры: Жильбер Ю, Шарль Малька, Люк Камийи, Доминик Делюз)                                                  | |
| Лучший документальный фильм                | • По дороге в школу / Sur le chemin de l'école (реж. Паскаль Плиссон, продюсер: Бартелеми Фюжа)                                                                               | • По дороге в школу / Sur le chemin de l'école (реж. Паскаль Плиссон, продюсер: Бартелеми Фюжа)                                                  |
| Лучший документальный фильм                | • Как я возненавидел математику / Comment j'ai détesté les maths (реж. Оливье Пейон, продюсеры: Лоуренс Пети, Кароль Скотта, Брюно Наон)                                      | |
| Лучший документальный фильм                | • Последняя несправедливость / Le Dernier des injustes (реж. Клод Ланцман, продюсеры: Дэвид Френкель, Жан Лабади)                                                             | |
| Лучший документальный фильм                | • Однажды в лесу / Il était une forêt (реж. Люк Жаке, продюсеры: Ив Дарондо, Кристоф Лиюд)                                                                                    | |
| Лучший документальный фильм                | • Дом радио / La Maison de la radio (реж. Николя Филибер, продюсер: Серж Лалу)                                                                                                | |
| Лучший короткометражный фильм              | • Прежде чем потерять всё / Avant que de tout perdre (реж. Ксавье Легран, продюсер: Александр Гаврас)                                                                         | • Прежде чем потерять всё / Avant que de tout perdre (реж. Ксавье Легран, продюсер: Александр Гаврас)                                            |
| Лучший короткометражный фильм              | • Бэмби / Bambi (реж. Себастьен Лифшиц, продюсер: Кароль Мирабелло) | |
| Лучший короткометражный фильм              | • Побег / La fugue (реж. Жан-Бернар Марлин, продюсер: Валентин де Блиньер) | |
| Лучший короткометражный фильм              | • Ящерицы / Les lézards (реж. Венсан Мариетт, продюсер: Амори Овиз) | |
| Лучший короткометражный фильм              | • Марсель в ночи / Marseille la nuit (реж. Мари Монж, продюсер: Себастьен Агенуэр)                                                                                            | |
| Лучший иностранный фильм                   | • Разомкнутый круг / The Broken Circle Breakdown / Alabama Monroe (Бельгия, Нидерланды, реж. Феликс Ван Грунинген, дистрибьютор: Bodega Films)                                | • Разомкнутый круг / The Broken Circle Breakdown / Alabama Monroe (Бельгия, Нидерланды, реж. Феликс Ван Грунинген, дистрибьютор: Bodega Films)   |
| Лучший иностранный фильм                   | • Белоснежка / Blancanieves (Испания, Франция, Бельгия, реж. Пабло Бергер, coproduction: Noodles Production (Жером Видаль))                                                   | |
| Лучший иностранный фильм                   | • Жасмин / Blue Jasmine (США, реж. Вуди Аллен, дистрибьютор: Mars Distribution)                                                                                               | |
| Лучший иностранный фильм                   | • Говорящий мертвец / Dead Man Talking (Бельгия, Люксембург, Франция, реж. Патрик Ридремон)                                                                                   | |
| Лучший иностранный фильм                   | • Джанго освобождённый / Django Unchained (США, реж. Квентин Тарантино, дистрибьютор: Sony Pictures Releasing France)                                                         | |
| Лучший иностранный фильм                   | • Великая красота / La grande bellezza (Италия, реж. Паоло Соррентино, coproduction: Babe Film (Фабио Конверси))                                                              | |
| Лучший иностранный фильм                   | • Гравитация / Gravity (США реж. Альфонсо Куарон, дистрибьютор: Warner Bros.)                                                                                                 | |

### Специальная награда
| Почётный «Сезар» |  | • Скарлетт Йоханссон |